# 3-Metilbutanska kiselina
3-Metilbutanska kiselina (izovalerinska kiselina, delfinska kiselina, 3-metilbuterna kiselina, izopentanska kiselina) je prirodna masna kiselina, koja je prisutna u širokom nizu različitih biljki i esencijalnih ulja. Ona je prozirna, bezbojna tečnost, koja je umereno rastvorna u vodi, i ekstremno rastvorna u organskim rastvaračima.
Izovalerinska kiselina ima jak oporni miris sira ili znoja, dok njeni isparljivi estri imaju prijatne mirise i u širokoj su upotrebi u proizvodnji perfema. Po jednoj hipotezi ona je antikonvulzivni agens iz odoljena. Ona je glavna komponenta neprijatnog mirisa stopala koji formiraju bakterije kože kao proizvod metabolizma leucina. Izovalerinska daje ustajalom hmelju njegovu karakterističnu aromu i ukus.